# Мария Стоянова (революционерка)
Мария Стоянова (на гръцки: Μαρία Στουγιαννάκη) e гръцка просветна деятелка и революционерка от Македония.

## Биография
Родена е като Мария Анастасова (Αναστασιάδη) в южномакедонския град Гевгели в гъркоманско семейство, което активно подкрепя гръцката въоръжена пропаганда в Македония. Завършва Солунското гръцко женско училище и се поставя на разположение на Солунското гръцко консулство в подкрепа на гръцкото четническо усилие в района на Ениджевардарското езеро. Пренася документи и материали за гръцките чети и подпомага дейността на митрополит Стефан Воденски. Назначавана е за учителка в различни македонски и тракийски села, като междувременно завършва училището Арсакио. В 1912 година преподава в Мъглен. По време на Балканските войни семейната ѝ къща в Гевгели е опожарена и семейството ѝ се разпръсва, като част се установява в останалия в Гърция Воден. В 1926 година се жени за андарта от Воден Никола Стоянов (Николаос Стоянакис).